# 五十嵐文彦
五十嵐 文彦（いがらし ふみひこ、本名：五十嵐 ふみひこ、1948年11月2日 - ）は、日本の政治家。
財務副大臣（菅直人第1次改造内閣・菅直人第2次改造内閣・野田内閣・野田第1次改造内閣・野田第2次改造内閣）、衆議院財務金融委員長、同災害対策特別委員長、衆議院議員（通算4期）などを務めた。

## 人物・来歴
警察官の長男として東京都世田谷区に生まれた。他に弟1人。
幼少時、母の病気のため足立区長門町在住の親族の元に里子に出され、足立区立大谷田小学校に入学。小学校2年生の時に養父が他界したため、小学校3年生から実父母の元に戻り、一家で小平市に在住した。小平市立第二小学校卒業後、桐朋中学校・高等学校を経て、東京大学文学部西洋古典学科卒業（古代ギリシャ語、ラテン語、西洋古典文学専攻）。
1973年、時事通信社入社。政治部記者となる。1988年に退社しフリージャーナリストとなり、五十嵐ふみひこ政経研究所を設立、代表となる。竹下内閣のふるさと創生事業によるバラマキ政治に憤慨し政治家を志すようになる。
1989年、保守系無所属新人候補の政策集団自由連合旗揚げ参加。1990年の衆院選で旧東京7区から無所属で立候補し落選。1993年の衆院選で旧埼玉2区から日本新党公認で立候補し、初当選、税制委員長を務める。1994年、細川首相の国民福祉税構想に反対して離党し、4月に小沢鋭仁らとグループ青雲を結成。同年6月に新党さきがけに合流し、新党さきがけ政調会長代理、連立与党税調座長、衆議院予算委員会理事などを歴任。
1996年、埼玉9区から立候補するため埼玉県入間市に転居。民主党結成に参加し、民主党基本政策の策定に関わる。政調副会長に就任。しかし、直後の衆院選で落選。2000年の衆院選で比例北関東ブロックから当選し、2001年9月、「次の内閣」金融担当相に就任。2003年の衆院選で3選、同年12月の「次の内閣」では経済財政担当相兼金融担当相となる。2004年9月、「次の内閣」総務相、党郵政改革調査会長となる。しかし、2005年の郵政解散・総選挙で落選した。2007年9月、交通事故に遭ったが入院療養の後に回復した。このほか、武蔵野学院大学客員教授を務めた。
2009年9月の衆院選で返り咲き。鳩山由紀夫内閣の成立に伴い、衆議院災害対策特別委員長に就任。2010年9月、菅直人改造内閣の財務副大臣に就任し、野田内閣でも財務副大臣に留任。2015年に消費税を10％に増税し、最終的に消費税を17％にすることを考えを示した。消費税率引き上げの際に所得の少ない人ほど負担感の大きい「逆進性」の対策としては子ども手当の増額を検討することも表明した。
2012年12月の衆院選で落選。
2013年7月の参院選の比例区に立候補するも、個人得票数29,077票（民主党候補者20人中16位）で落選。
参議院選挙後の8月下旬、公職選挙法違反（事前運動、法定外文書頒布）の容疑で書類送検された。公示日より前の2013年5月下旬から6月中旬にかけて、秘書とともに有権者20名に自身への投票を呼びかける法定外文書を郵送した疑い。五十嵐も事実関係を認めた。同年12月16日大津区検は五十嵐を略式起訴、大津簡裁は12月25日、罰金30万円の略式命令を出した。
五十嵐の参院選転出後、民主党の埼玉県第9区支部長は空席となっていたが、2014年11月、民主党は元読売新聞記者の新人を埼玉県第9区支部長・次期衆院選候補に決定し、五十嵐が民主党候補として埼玉県第9区から衆院選に再立候補する可能性はなくなった。しかしその新支部長も決定から数日後、体調不良を理由に立候補を辞退。民主党と維新の党の選挙協力による候補者調整により、同年12月、維新の党埼玉県第4区支部長が9区に「国替え」し立候補した（結果は落選）。
その後、政界から引退、2015年から2019年まで、武蔵野大学客員教授。2019年からフリージャーナリスト・解説委員としてインターネットニュース番組「ニューズ・オプエド」に出演している。一般財団法人人権財団理事も務める。
2019年5月21日発令の春の叙勲で、旭日重光章を受章する。

## 発言
- 第1次森内閣について、前内閣の閣僚がそのまま再任された『お飾りの短期リリーフ』と評し、諸外国首脳がまともに相手にしてくれる筈もなく、国益を著しく損なう内閣だと非難した。また、自民党で森内閣の倒閣運動がおこると「国民の大部分が自分より愚かな首相に日本を任せられないと言っている。」と同調するが、失敗すると「自民党に自浄能力、自己再建能力がないことが判明した」と統括した。
- 田中眞紀子を「官僚組織と激突できる勇気と破壊力を持っている」「政策に関する感性、アイデア、実行力は優れている」と高く評価している。
- 木村剛を国金融専門家の中でも有数の実力者と評価しており、木村との対談で極めて高い評価を下されたことを「心強いかぎり」と述べている。

## 政策・主張・活動など
- キャッチフレーズは「ムダづかいは有罪！」。政権交代を実現した第45回衆議院議員総選挙では、「国の予算を組み替え、税金の無駄遣いをなくすことで財源を捻出し、消費増税は必要ない」と主張していたが、政権交代実現後は財務副大臣として消費税を17％に引き上げる方針を表明。公約違反という批判に対して、民主党は「消費増税はしない」と公約していない、マニフェストにも消費税の増税は行わないと記述されていないなど反論をしている[12]。
- 民主党ネクストキャビネットの金融担当大臣を4期連続で経験し、予算委員会委員、財務金融委員会委員を務める。
- 牧野聖修らとともに中国の民主化運動家魏京生を支持し、中国の民主化運動を支援。また中国の覇権主義に反対し、チベット・ウイグルなどの独立運動に理解を示し、牧野と共にチベット問題を考える議員連盟を立ち上げた[13]。
- 静岡空港建設反対の国会議員署名活動で署名者に加わっている[14]。
- 「国政オンブズマン委員会　GOA（ゴア）」（会長・菊池久。顧問・佐藤道夫、細川隆一郎、園田天光光、中松義郎）の同人（100人委員会委員、ほかに猪野健治、栗本慎一郎、須藤甚一郎、立川談志ら）[15]。
- 選択的夫婦別姓制度導入に賛同する[16]。
- 健康増進法を努力規定ではなく義務規定として、受動喫煙防止を徹底することに反対。その理由として「守られない義務は無規則と同じになってしまう」と回答している[17]。

### 地方行政について
- 外国人地方参政権の推進派であり、地方参政権の付与に慎重な意見に対しては、「社会のルールは善意を前提に組み立てられている」という信念に基づいて不快感を示している[18]。

## 選挙歴
| 当落                        | 選挙                     | 施行年 | 選挙区      | 政党     | 得票数 | 得票順位   | 比例代表                      |
| --------------------------- | ------------------------ | ------ | ----------- | -------- | ------ | ---------- | ----------------------------- |
| 落                          | 第39回衆議院議員総選挙   | 1990年 | 東京都第7区 | 無所属   | 24948  | 10人中7位  |                               |
| 当                          | 第40回衆議院議員総選挙   | 1993年 | 埼玉県第2区 | 日本新党 | 152238 | 8人中2位   |                               |
| 落                          | 第41回衆議院議員総選挙   | 1996年 | 埼玉県第9区 | 民主党   | 46471  | 5人中2位   | 北関東ブロック（惜敗率59.5%） |
| 当（比）                    | 第42回衆議院議員総選挙   | 2000年 | 埼玉県第9区 | 民主党   | 82520  | 3人中2位   | 北関東ブロック（惜敗率74.4%） |
| 当（比）                    | 第43回衆議院議員総選挙   | 2003年 | 埼玉県第9区 | 民主党   | 94569  | 3人中2位   | 北関東ブロック（惜敗率90.7%） |
| 落                          | 第44回衆議院議員総選挙   | 2005年 | 埼玉県第9区 | 民主党   | 97348  | 3人中2位   | 北関東ブロック（惜敗率69.9%） |
| 当                          | 第45回衆議院議員総選挙   | 2009年 | 埼玉県第9区 | 民主党   | 151057 | 3人中1位   |                               |
| 落                          | 第46回衆議院議員総選挙   | 2012年 | 埼玉県第9区 | 民主党   | 49981  | 5人中2位   | 北関東ブロック（惜敗率45.8%） |
| 落                          | 第23回参議院議員通常選挙 | 2013年 | 比例区      | 民主党   | 29077  | 20人中16位 |                               |
| 当選回数4回 （衆議院議員4） |                          |        |             |          |        |            |                               |

## 支援議員
- 新井格 - 民主党公認元埼玉県議会議員
- 山本秀和 - 民主党公認元入間市議会議員、元公設秘書
- 関谷真奈美 - 民主党公認元入間市議会議員
- 石井健祐 - 民主党公認元飯能市議会議員
- 川田虎男 - 民主党公認元日高市議会議員、元秘書
- 北村浩 - 元埼玉県議会議員（民主党推薦・政治団体新風21推薦）
- 長瀬衛 - 毛呂山町議会議員

## 著書
- 『国会がひとめでわかる本』 日東書院 1986年 ISBN 4-528-00831-9
- 『選挙選挙選挙　一票が創る日本の政治改革』 竹村出版 1991年 ISBN 4-924338-48-6
- 『選挙のしくみがわかる本　知ってるつもり』（Asuka business & language books） 明日香出版社 1992年 ISBN 4-87030-526-7
- 『これが政治改革だ　日本の未来を信じる人のために』（中村博彦・石井健祐・上田清司・進藤初洋・牧野聖修・山田智信との共著） 理想政治研究会発行・明日香出版社発売 1992年
- 『大蔵省解体論 日本を動かす超エリートたちの「罪」と「罰」』 東洋経済新報社 1995年 ISBN 4-492-21067-9
- 『これが民主党だ!  自立と共生の市民中心型社会へ』 太陽企画出版 1996年 ISBN 4-88466-273-3
- 『ダライ・ラマの微笑 最新チベット事情』（牧野聖修との共著） 蝸牛社 1998年 ISBN 4-87661-336-2
- 『財務省支配の復活　Zaimusho's return to power　A Virtual Ruler of Japan』（光文社ペーパーバックス Kobunsha paperbacks 78） 光文社 2006年 ISBN 4-334-93378-5